# Каччавиллан, Агостино
Агостино Каччавиллан (итал. Agostino Cacciavillan; 14 августа 1926, Новале ди Вальданьо, королевство Италия — 5 марта 2022, Ватикан) — итальянский куриальный кардинал и ватиканский дипломат. Титулярный архиепископ Амитерно с 17 января 1976 по 21 февраля 2001. Апостольский про-нунций в Кении и апостольский делегат на Сейшелах с 17 января 1976 по 9 мая 1981. Апостольский про-нунций в Индии с 9 мая 1976 по 30 апреля 1985. Первый апостольский про-нунций в Непале с 30 апреля 1985 по 13 июня 1990. Апостольский про-нунций в США с 13 июня 1990 по 5 ноября 1998. Председатель Администрации церковного имущества Святого Престола с 5 ноября 1998 по 1 октября 2002. Кардинал-дьякон с титулярной диаконией Санти-Анджели-Кустоди-а-Читта-Джардино с 21 февраля 2001 по 21 февраля 2011. Кардинал-протодьякон с 1 марта 2008 по 21 февраля 2011. Кардинал-священник с титулом церкви pro hac vice Санти-Анджели-Кустоди-а-Читта-Джардино c 21 февраля 2011.

## Образование и священство
Родился Агостино Каччавиллан 14 августа 1926 года, в Новале ди Вальданьо, Италия. Получил образование в семинарии Виченцы, Виченца; в Папском Григорианском Университете, в Риме (где получил лиценциат в социальных науках); в Римском Университете (докторантура в юриспруденции); в Папском Латеранском Университете, Рим (докторантура в каноническом праве) и наконец в Папской Церковной Академии, Рим (дипломатия).
Каччавиллан был рукоположён 26 июня 1949 года. Викарий-кооператор Санта Мария ин Колле, Бассано дель Граппа. Продолжение обучения и пасторская работа в Риме в 1957—1959 годах.

## На дипломатической службе Святого Престола
В 1959 году поступил на дипломатическую службу Святого Престола. Проработал несколько месяцев в Государственном секретариате Святого Престола. Секретарь апостольской нунциатуры на Филиппинах в 1960—1964 годах; апостольской нунциатуры в Испании в 1964—1968 годах; апостольской нунциатуры в Лиссабоне в 1968 году. С 1969 года по 1974 год, работал в Государственном секретариате Святого Престола, где он также был главой службы информации и документации. Почётный прелат Его Святейшества с 26 августа 1973 года.

## Архиепископ и апостольский нунций
17 января 1976 года избран титулярным архиепископом Амитерно и назначен, папой римским Павлом VI, апостольским про-нунцием в Кении и апостольским делегатом на Сейшельских островах. Ординация прошла 28 февраля 1976 года, в патриаршей Ватиканской базилике, её совершил кардинал Жан Вийо, государственный секретарь Святого Престола, которому помогали Дурайсами Симон Лурдусами, бывший архиепископ Бангалора, секретарь Священной Конгрегации Евангелизации Народов и Карло Фантон, титулярный епископ Беннефы, вспомогательный епископ Виченцы. Каччавиллан выбрал своим епископским девизом: «In Virtute Dei» (Силою Божиею).
Как папский посол в Кении, он также служил постоянным наблюдателем программы Организации Объединённых Наций по окружающей среде и программы Организации Объединённых Наций по населённым пунктам, в 1976—1981 годах. Апостольский про-нунций в Индии с 9 мая 1981 года. Первый апостольский про-нунций в Непале с 30 апреля 1985 года. С 13 июня 1990 года Каччавиллан стал преемником Пио Лаги, в качестве апостольского про-нунция в Соединенных Штатах Америки, постоянный наблюдатель при Организацией американских государств (ОАГ) и представитель Святого Престола при Всемирной Ассоциацией юристов.

## Сановник Римской курии и кардинал
5 ноября 1998 года архиепископ Каччавиллан был назначен председателем Администрации церковного имущества Святого Престола папой римским Иоанном Павлом II. Согласно апостольской конституции Pastor Bonus, Администрация имеет дело «с имуществом, принадлежащим Святому Престолу, чтобы обеспечивать необходимыми фондами Римскую Курию, чтобы функционировать». На консистории от 21 февраля 2001 года, он был назван кардиналом-дьяконом с титулярной диаконией Санти-Анджели-Кустоди-а-Читта-Джардино папой римским Иоанном Павлом II. Каччавиллан удалился на покой со своего поста председателя Администрации церковного имущества Святого Престола 1 октября 2002 года.
Он был одним из кардиналов-выборщиков, которые участвовали в Папском Конклаве 2005 года, который избрал папу римского Бенедикта XVI. Он потерял свою привилегию голосовать на любых дальнейших папских Конклавах в августе 2006 года, по достижении им 80-летнего возраста, в соответствии с правилами апостольской конституции Universi Dominici Gregis, которая ограничивает голосование на Конклавах теми кардиналами которые моложе восемьдесяти лет.
После возведения кардинала Дарио Кастрильона Ойоса в ранг кардинала-священника 1 марта 2008 года, папа римский Бенедикт XVI назначил Каччавиллана кардиналом-протодьяконом, как старшего по старшинству кардинала-дьякона (в порядке возведения в Коллегию Кардиналов), чьей специальной привилегией, является объявлять Habemus Papam — формулы объявляющей об избрании нового римского понтифика. Тем самым несмотря на потерю права голосовать на Конклавах кардинал Каччавиллан оставался влиятельной фигурой в Ватикане.
В Римской Курии, он также состоял членом в Конгрегации по делам епископов, Конгрегации по делам Восточных Церквей, Конгрегации евангелизации народов, Конгрегации по канонизации Святых, Папском Совет по интерпретации законодательных текстов, Папской Комиссии по делам Латинской Америки и Папской Комиссии по делам государства-града Ватикана.
21 февраля 2011 года возведён в кардиналы-священники с титулом церкви pro hac vice Санти-Анджели-Кустоди-а-Читта-Джардино, тем самым покинул пост кардинала-протодьякона, который занял кардинал Жан-Луи Торан.
Скончался кардинал Агостино Каччавиллан 5 марта 2022 года в Ватикане.